# Валентинов, Валентин Фёдорович
Валентин Фёдорович Валентинов (1936—2014) — советский и российский диктор, ученик Юрия Борисовича Левитана, заслуженный работник культуры Российской Федерации (1995).

## Биография
Родился 13 октября 1936 года в Томске. Отец, латыш по национальности, был инженером и репрессирован в 1930-х годах; мать увезла сына во Владивосток, куда ранее перебралась старшая сестра.
Жили в бараке на территории Высшего военно-морского училища им. Макарова. После окончания школы туда и поступил Валентин Фёдорович, а по окончании училища получил назначение на эсминец, был командиром боевой части. Попал под хрущёвское сокращение военных — «1 миллион 200 тысяч».
Работал во Владивостоке, где прочитал в газете объявление о наборе в Хабаровске дикторов радио и телевидения. Прошел прослушивание, получил одобрение и был отправлен на учёбу в театральное училище — овладевать техникой речи, ставить дикцию.
В 1962 году в Хабаровске выступал столичный балет на льду — Владимир Лузин, Ирина Голощапова, Татьяна Катковская. В качестве ведущего был приглашён Валентинов, который проработал с ними все гастроли. А после окончания турне его забрали в Москву.
С 1973 по 2010 годы работал в «Лужниках» на спортивных соревнованиях (главным образом на футбольных и хоккейных матчах, до 1993 года поочерёдно с Ниной Шаборкиной, а также на соревнованиях по фигурному катанию). Постоянным партнёром Валентина Фёдоровича, дублировавшим его объявления на английском языке, был Кирилл Степанович Вац.
В последние годы жизни перенёс инфаркт и инсульт.
Умер 8 июля 2014 года в Москве. Похоронен на кладбище Ракитки, участок 29.

## Награды
- Заслуженный работник культуры Российской Федерации (1995).
- В 2010 году награждён Почётной грамотой президента России «За большой вклад в развитие физкультуры и спорта»[4].